# Franz Baier (Möbelmaler)
Franciscus Matthaeus „Franz“ Baier (* 26. September 1795 in Langenelz; † 3. März 1861 in Scheidental) war ein Schreiner und Möbelmaler.

## Leben
Franz Baier wurde als Franciscus Matthaeus Baier im heutigen Mudauer Ortsteil Langenelz als Sohn von Johann Adam Baier (1758–1824) und seiner Ehefrau Anna Maria geb. Münch in eine Odenwälder Bauernmalersippe hineingeboren. Er war mit Anna Maria Galm (1796–1862) verheiratet.
Die Bauernmalersippe – zu der auch sein Cousin Johann Valentin Baier (1811–1861) gehörte – gestaltete schlichte, tischlerisch und in der Bemalung auffällige Truhen und Kasten. Diese wurden vermutlich zu den jeweiligen Hochzeiten zur Aussteuer gewünscht und waren gestaltet mit Bäumchen und schnäbelnden Vögeln, gespenstisch anmutenden Eulen, Hochzeitsgesellschaften und Musikanten. Oftmals wurden sie mit aufgemalten Sprüchen versehen. Die in der abgeschiedenen Landschaft des Odenwalds lebende Bauernschaft hat in der ersten Hälfte des 19. Jahrhunderts offenbar auf diese Möbel großen Wert gelegt, da die Nachfrage groß war und in hoher Anzahl auf der Stör hergestellt wurden. Diese wurden von den Käufern sogar noch in einer Periode geistiger Umnachtung von Franz Baier (genannt auch der „Vöchelesmoler“) erworben.

## Ausstellungen
Die wohl größte Sammlung von Baier-Schränken in Deutschland befindet sich heute im Lobdengau-Museum in Ladenburg, weitere Schränke in der Sammlung von Georg Maria Eckert im Badischen Landesmuseum in Karlsruhe und im „Steinernen Bau“ des Bezirksmuseums in Buchen.